# Louis Aliot

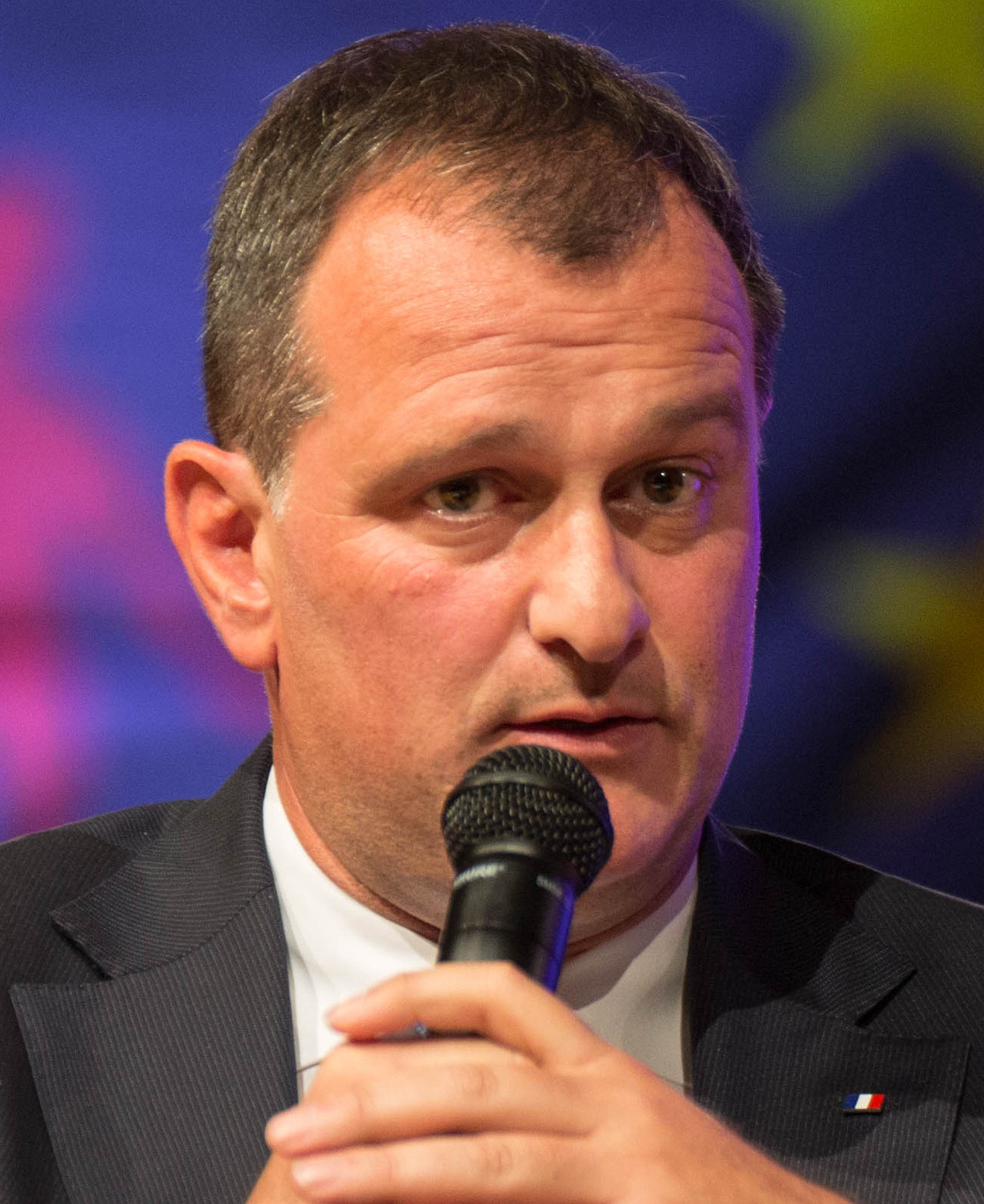
Louis Aliot (2015)

Louis Aliot (* 4. September 1969 in Toulouse, Haute-Garonne) ist ein französischer Politiker des Rassemblement National. Seit 2011 ist er einer der Vizepräsidenten der Partei, von 2005 bis 2010 war er zudem als Generalsekretär tätig. Von Juni 2017 bis Juli 2020 war er Abgeordneter in der französischen Nationalversammlung und ist seit 2020 Bürgermeister von Perpignan.

## Karriere
Aliot studierte Politikwissenschaft und Öffentliches Recht an der Universität Toulouse I und promovierte 2002 zum Dr. jur. 1990 trat er in den Front National ein und war in der Folge für deren Jugendorganisation, den Front national de la jeunesse, aktiv. Bereits seit 1998 war er gewählter Conseiller régional der Region Midi-Pyrénées; diese Position hatte er bis 2010 inne. Seit 2010 ist er in gleicher Funktion in der Region Languedoc-Roussillon gewählt. Von 2005 bis 2010 fungierte er zudem als Generalsekretär des FN. 2009 wurde er erstmals für die Europawahl aufgestellt, wurde allerdings nicht gewählt.
In die Führungsebene des FN stieg Aliot endgültig Anfang der 2010er Jahre auf. Er war einer der führenden Kräfte im Wahlkampf Marine Le Pens um die Präsidentschaftswahl in Frankreich 2012. Als diese im Januar 2011 den Vorsitz der Partei übernahm, wurde Aliot zum Vizepräsidenten ernannt und hatte diese Position bis 2019 inne. Sein Nachfolger wurde Jordan Bardella. Mit Le Pen war er zudem seit 2009 liiert.
Bei der Europawahl 2014 wurde er als Listenkandidat des FN ins Europäische Parlament gewählt und war dort unter anderem Mitglied des Entwicklungsausschusses und des Haushaltskontrollausschusses. Im Juni 2017 wurde er im zweiten Wahlgang der französischen Parlamentswahlen als Abgeordneter in die Nationalversammlung gewählt; aufgrund der Regeln gegen Ämterhäufung trat er von seinem Europamandat zurück.
2020 kandidierte er zum dritten Mal in Folge bei den Kommunalwahlen in Perpignan und wurde im Juni 2020 zum Bürgermeister gewählt. Seitdem verwaltet erstmals ein RN-Bürgermeister eine Stadt mit mehr als 100.000 Einwohnern.

## Affären
2011 wurde er von Marine Le Pen entgegen den Regeln des Europäischen Parlaments als parlamentarischer Sekretär in deren Wahlkreis angestellt. Zudem wurde er 2017, ebenso wie andere Europaabgeordnete, darunter Marine Le Pen und Florian Philippot beschuldigt, Gelder des Europäischen Parlaments zur Finanzierung seiner Partei zu missbrauchen.

## Privatleben
Von 2009 bis 2019 war Aliot der Lebensgefährte von Marine Le Pen, die von 2011 bis November 2022 Vorsitzende des Front National bzw. des Rassemblement National war.

## Schriften
- L’élection du président de la Cinquième République au suffrage universel direct. In: Éditions François-Xavier de Guibert, 2003, S. 336 (Promotionsschrift).
- Mes billets pour la France. Éditions Refondation nationale, 2005.
- Des Présidents contre le France. Éditions Club idées & Nation, 2014.